# Sidhorven
Sidhorven är en sjö i Åtvidabergs kommun i Östergötland och ingår i Söderköpingsåns huvudavrinningsområde. Sidhorven ligger i Vegalla Natura 2000-område.